# Euphorbia opuntioides
Euphorbia opuntioides es una especie fanerógama perteneciente a la familia de las euforbiáceas. Es endémica de Angola.

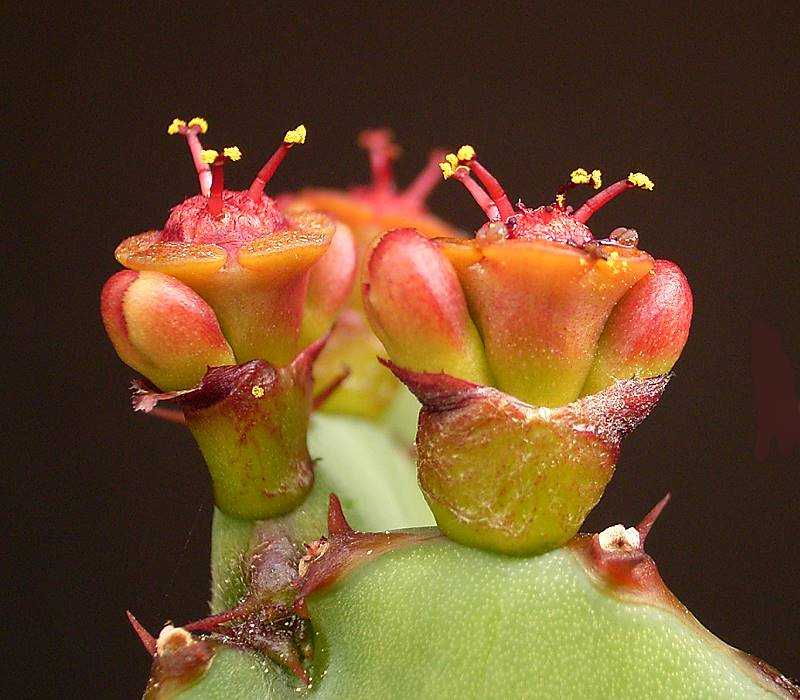
Detalle de ciato

## Descripción
Es una planta suculenta  espinosa, suculenta, que forma una agrupación enana de 15-20 (-30) cm de altura, con ramas erguidas,  o, en ocasiones decumbentes con el ápice ascendente, derivada en una corona o un grupo de coronas a nivel del suelo.

## Ecología
Se encuentra en las rocas de esquisto negro de arena, cerca de las orillas de los ríos, no poco frecuentes pero escasas en el suelo, escasas en las losas de 1,5 cm de espesor de turba de Selaginella dregei y en pastos escasos en una llanura con  escamas y la descomposición de las rocas de conglomerado, etc. .
Fácil de cultivar.

## Taxonomía
Euphorbia opuntioides fue descrita por Welw. ex Hiern y publicado en Catalogue of the African Plants collected by Dr. F. Welwitsch in 1853-61 1: 945. 1900.
Etimología
Euphorbia: nombre genérico que deriva del médico griego del rey Juba II de Mauritania (52 a 50 a. C. - 23), Euphorbus, en su honor – o en alusión a su gran vientre –  ya que usaba médicamente Euphorbia resinifera. En 1753 Carlos Linneo asignó el nombre a todo el género.
opuntioides: epíteto latino que significa "similar a Opuntia".